# Sky Blue Sky
Sky Blue Sky es el sexto álbum de estudio de la banda de rock Wilco, originaria de Chicago, Estados Unidos, lanzado el 15 de mayo de 2007 por el sello discográfico Nonesuch Records. Se anunció su inminente lanzamiento el 17 de enero en un concierto en Nashville, Tennessee, siendo el primero de la banda con el guitarrista Nels Cline y el multinstrumentista Pat Sansone. Antes del lanzamiento, la banda colgó el álbum completo para ser escuchado con el sistema de streaming en su sitio web oficial y ofreció la descarga gratuita de la canción «What Light».
Sky Blue Sky es el álbum de Wilco que alcanzó el puesto más alto en la lista Billboard 200, colocándose en el puesto número cuatro. El álbum, que fue producido por la banda, recibió críticas generalmente positivas. Publicaciones como PopMatters y Rolling Stone alabaron su madurez musical, mientras que PlayLouder y Pitchfork Media lo criticaron por su sonido de «rock paternal». Mientras que algunos críticos elogiaron el contenido lírico del mismo, otros lo juzgaron con respecto a sus álbumes previos. La banda vendió los derechos de seis de las canciones de Sky Blue Sky a Volkswagen para una de sus campañas de publicidad, algo que fue criticado por muchos de los seguidores de la banda así como representantes de la prensa especializada.

## Producción

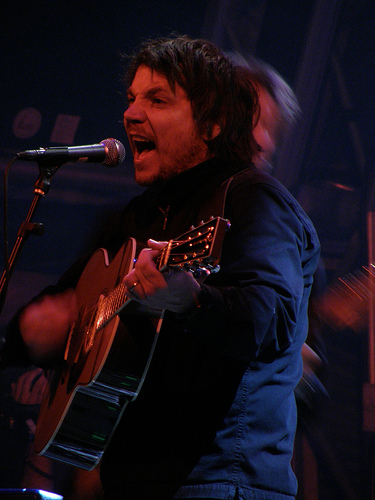
A principios de 2007, Jeff Tweedy, el líder de Wilco, anunció que su sexto álbum de estudio se lanzaría a mediados de ese año.

En abril de 2006, Wilco seguía de gira promocionando su álbum A Ghost Is Born de 2004. Durante este período, la banda interpretó algunas de las nuevas canciones de lo que sería su nuevo disco, tales como «Walken», «Either Way« y «On and On and On». Al mes siguiente, el batería Glenn Kotche comentó a Pitchfork Media que esas nuevas canciones se iban a grabar como demos para su nuevo álbum. Durante un concierto del 17 de enero de 2007 en Tennessee, el líder de la banda Jeff Tweedy anunció que la banda lanzaría al mercado su sexto álbum de estudio el 15 de mayo de 2007 a través de la discográfica Nonesuch Records. Se tituló Sky Blue Sky, en referencia a un recuerdo de la infancia de Tweedy, referido a un desfile del día en memoria de los caídos en Belleville, Illinois. Vino desde St. Louis con su familia, pero no pudo llegar a su casa puesto que el desfile bloqueaba la calle. Este hecho llevó a Tweedy a pensar sobre su futuro en la ciudad: sabía que tendría que marcharse de allí en un futuro, ya que la ciudad era demasiado pequeña.
TJ Doherty fue el encargado de grabar el álbum en The Wilco Loft en Irving Park, Chicago, donde Tweedy había grabado previamente Born Again in the USA de Loose Fur y gran parte del álbum de Wilco Yankee Hotel Foxtrot. En una entrevista concedida a Billboard, la banda reveló que el álbum sería menos experimental que los dos previos y más influenciado por The Beatles, The Beach Boys y The Rolling Stones. Además, a diferencia que en los álbumes previos, Jim O'Rourke tuvo una participación mínima en el álbum, producido con muy pocos overdubs.

### Composición
La banda buscó ser más directa, dando como resultado un disco más maduro. Tweedy atribuye lo directo de las letras al hecho de haber estado escuchando a bandas como The Byrds y Fairport Convention mientras grababan el álbum. No le gustaba la dependencia en efectos de estudio de los anteriores álbumes:

Me puse nervioso respecto a la tecnología usada en Yankee Hotel Foxtrot. Si necesitas cierto tipo de amplificador o pedal para hacer una canción lo que es, simplemente no es una canción.

Muchas de las canciones del disco se grabaron en un solo día, con consenso entre los miembros de la banda de cómo debía sonar cada tema. Se grabaron un total de dieciocho canciones, de los cuales se seleccionaron solamente doce para la lista final. La canción «Let's Not Get Carried Away», un descarte del álbum, se incluyó como parte de la descarga digital en iTunes, mientras que una versión con la banda al completo de «The Thanks I Get» se lanzó a través de la página de My Space de la banda. Algunas de las copias previstas para su venta en tiendas de música independientes incluían un EP con el descarte «One True Vine» y una versión en directo de «Theologians» grabado en el The Vic Theater de Chicago. También se lanzó una versión deluxe de Sky Blue Sky, que incluye un DVD con ocho canciones en directo grabadas en The Wilco Loft.
A diferencia de los otros álbumes previos de Wilco, Sky Blue Sky contiene más colaboraciones en las letras entre Tweedy y el resto de los miembros de la banda. Como resultado, en el álbum hay más variedad de temas (Tweedy compuso en solitario todas las canciones de A Ghost Is Born, usando Pro Tools antes de mostrárselas al resto de los integrantes de la banda). La canción que da título al álbum muestra las preocupaciones de Tweedy por vivir en un pueblo pequeño mientras que «On and On and On» es una oda sobre la experiencia del padre de Tweedy después de la muerte de su madre. Sin embargo, no todas las canciones del álbum son de temática seria: "Hate It Here" describe de forma humorística cómo un hombre trata de pasar su tiempo libre con tareas después de una ruptura sentimental.
Sky Blue Sky es el primer álbum de estudio en el que aparece la formación extendida de la banda. El guitarrista Jeff Tweedy puso la voz principal al álbum, mientras que John Stirratt, el único otro miembro original de la banda tocó el bajo y cantó coros. Glenn Kotche tocó la batería y Mikael Jorgensen los teclados. Además, para este álbum se unieron el guitarrista líder Nels Cline y el multinstrumentista Pat Sansone. La instrumentación adicional corrió a cargo de Karen Waltuch y Jim O'Rourke, mientras que las mezclas estuvieron a cargo de Jim Scott en los estudios PLYRZ de Santa Clara (California).

### Diseño artístico
El diseño de la portada de Sky Blue Sky es una fotografía de Manuel Presti llamada «Sky Chase» («persecución celeste»), tomada en Roma, Italia y le supuso la consecución del premio Wildlife Photographer of the Year del año 2005. La misma fotografía aparece en el número de julio de 2007 de la revista National Geographic. Nathaniel Murphy hizo varias ilustraciones para el libreto interior, entre los que se encuentran un árbol en un monte, una mano y una bandada de pájaros. El libreto también contiene fotografías de los miembros de la banda tomadas por Frank Ockenfels. El diseño gráfico corrió a cargo de Jeff Tweedy y Lawrence Azerrad.

## Promoción y venta

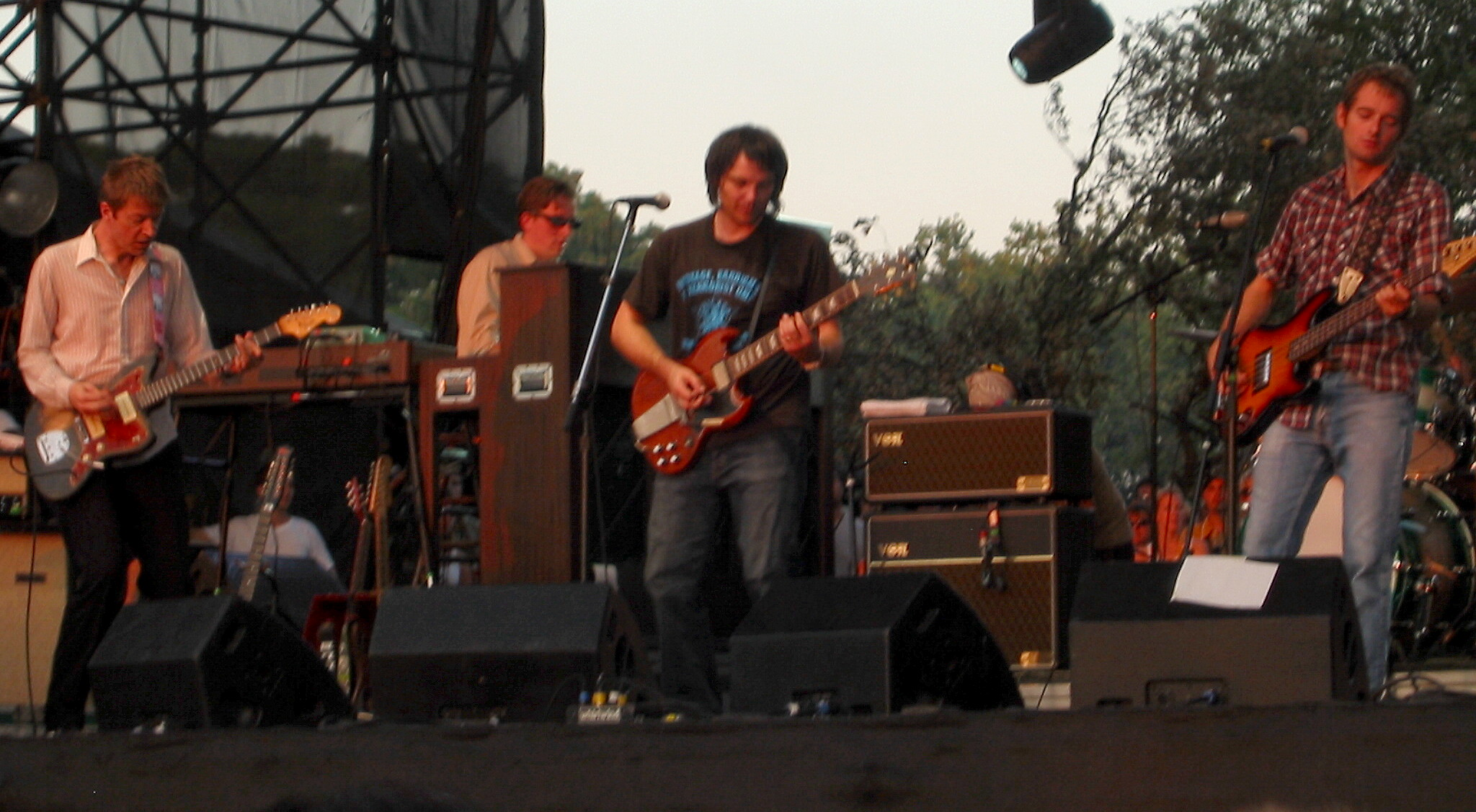
Fotografía de la banda Wilco en el festival Austin City Limits de 2004.

El 3 de marzo de 2007, el sitio web oficial de Wilco organizó una «fiesta de la escucha», en el que se permitía la escucha directa de todo el álbum. Dos días después, se permitió la descarga de la canción "What Light" en la página de la banda y como streaming en su página de MySpace. El 11 de marzo de 2007, volvieron a ponerlo en su sitio web para su escucha directa. «The Thanks I Get», una canción grabada durante las sesiones de Sky Blue Sky, pero que no llegó a incluirse en el álbum, se puso a disposición como descarga gratuita para todos aquellos que adquiriesen el álbum. Durante la gira de su promoción europea, incluyeron un EP con cinco canciones con la compra del álbum. El EP contiene las canciones «The Thanks I Get», «One True Vine», «Let's Not Get Carried Away» y las versiones en directo de «Impossible Germany» y «Hate It Here». Wilco, además lo colgó en internet para que lo pudiesen descargar los anteriores compradores de Sky Blue Sky.
Frustrados por la falta de radiodifusión de los anteriores álbumes de Wilco, decidieron ceder canciones para comerciales en la televisión. La música de Wilco había aparecido previamente en comerciales de telefónicas móviles, mientras que Jeff Tweedy apareció en varios anuncios de Apple Computer. En mayo de 2007, Volkswagen comenzó a emitir varios comerciales con la música de «You Are My Face» y «The Thanks I Get» como música de fondo. Respecto a esto, comentaron en su sitio web: "Estamos bien con lo de Volkswagen. Varios de nosotros incluso los conducimos". La banda permitió el uso de seis de sus canciones para la campaña publicitaria, creada por la agencia de publicidad Crispin Porter and Bogusky. Esto atrajo las críticas tanto de sus seguidores como de la crítica especializada.
Comenzaron una gira para la promoción del álbum. La banda tocó «Sky Blue Sky» y «You Are My Face» en Later... with Jools Holland el 25 de mayo de 2007, además de ser entrevistados en The Dermot O'Leary Show el día siguiente. Comenzando el 13 de junio de 2007, Wilco tocó catorce conciertos en Estados Unidos con la banda Low como teloneros. Después, hizo planes para hacer gira por Noruega, Dinamarca, Suiza, Reino Unido, Bélgica, Italia y España antes de seguir con algunos conciertos más en Estados Unidos, incluyendo una actuación en el programa televisivo The Tonight Show.

## Lanzamiento
Nonesuch lanzó el álbum el 15 de mayo de 2007; para la semana siguiente, ya era el mejor vendido en una semana de todos los discos de Wilco. Debutó en el puesto número cuatro en el Billboard 200 de Estados Unidos, vendiendo 87.000 copias durante su primera semana de lanzamiento. Sky Blue Sky logró asimismo un éxito internacional, ocupando el séptimo lugar en las listas de Noruega, el puesto número 21 en Bélgica, el sitio 23 en Australia e Irlanda, el número 32 en Nueva Zelanda, el sitio 36 en Alemania y el puesto número 39 en el Reino Unido.

## Recepción
El álbum obtuvo una recepción crítica variada tras su comercialización. Rob Sheffield de Rolling Stone analizó en su crítica si Wilco había hecho una canción igual de buena que «Impossible Germany» en su historia, alabando la forma en que la canción se convierte en una «épica guitarra doble» en el índole de la banda Television y el músico Peter Green cuando este formaba parte de Fleetwood Mac. Michael Metivier de PopMatters comentó que aunque el álbum requirió de tiempo para ser comprendido en su totalidad, estaba repleto de «melodías e interpretaciones exquisitamente hermosas». El crítico de Allmusic Mark Deming catalogó Sky Blue Sky como «el álbum más fuerte de Wilco como agrupación hasta la fecha», y consideró el retorno al roots rock como un paso nuevo y fresco para la banda. El álbum recibió una nominación en la entrega número 50 de los premios Grammy como «Mejor álbum de rock». Además, alcanzó el puesto 12 en la encuesta Pazz and Jop de 2008. A su vez, se situó en el puesto número 42 del listado de Rolling Stone de los «50 mejores álbumes de 2007», mientras que la canción «Impossible Germany» alcanzó el número 71 en el listado de la misma publicación de las «Mejores 100 canciones de 2007». WXPN nombró a "Impossible Germany" la «mejor canción del año», considerando igualmente al conjunto como el «mejor álbum de 2007». Sky Blue Sky fue designado también como uno de los mejores diez álbumes del año por las revistas Billboard, Paste Magazine, Uncut Magazine, así como por Delusions of Adequacy y The Onion A.V. Club.
No obstante, no todas las publicaciones elogiaron el nuevo estilo adoptado con el álbum. El editor Ian Cohe, de Stylus Magazine, mostró su desacuerdo al manifestar que el álbum no rompía la cuarta pared, y expresó su preocupación por las diferencias con Kicking Television: Live in Chicago. Ted Grant, de PlayLouder, nombró al álbum «la grabación más blanda y creativamente sin inspiración de su carrera», concluyendo que el disco iba a domar al «rock paternal». El escritor de Pitchfork Rob Mitchum también usó el término coloquial «rock paternal», desestimando su sencillez y comentando: «Tweedy simplemente acabó en compañía del personal equivocado para expresar su estado de ánimo aquí».
El contenido lírico fue considerado por los críticos como algo experimental, aunque más sencillo que los anteriores álbumes de la banda. Michael Metevier, de PopMatters, determinó que las letras eran «de lo más conmovedor y casi toscas» en toda la carrera de Wilco, expresando su preocupación de que pudieran atraer algunos seguidores a algo muy aburrido. Rob Sheffield señaló que aunque se había impresionado con las letras de los otros compilatorios de Wilco, le terminaron por agradar las composiciones de Sky Blue Sky. Sin embargo, Brandon Kreitler, de la revista Dusted, percibió que las letras parecían tratar de un Tweedy estrechamente confesional, mientras que Doug Freeman, de The Austin Chronicle describió la composición colaborativa como algo que satisfacía «la ambivalencia fatalista».

## Lista de canciones
Todas las canciones escritas y compuestas por Tweedy, excepto donde se indique lo contrario. 
| Sky Blue Sky |                                |                   |          |  |
| N.º          | Título                         | Escritor(es)      | Duración |  |
| 1.           | «Either Way»                   |                   | 3:05     |  |
| 2.           | «You Are My Face»              | Tweedy, Cline     | 4:38     |  |
| 3.           | «Impossible Germany»           | Tweedy, Wilco     | 5:57     |  |
| 4.           | «Sky Blue Sky»                 |                   | 3:23     |  |
| 5.           | «Side with the Seeds»          | Tweedy, Jorgensen | 4:15     |  |
| 6.           | «Shake It Off»                 |                   | 5:40     |  |
| 7.           | «Please Be Patient with Me»    |                   | 3:17     |  |
| 8.           | «Hate It Here»                 |                   | 4:31     |  |
| 9.           | «Leave Me (Like You Found Me)» |                   | 4:09     |  |
| 10.          | «Walken»                       | Tweedy, Wilco     | 4:26     |  |
| 11.          | «What Light»                   |                   | 3:35     |  |
| 12.          | «On and On and On»             | Tweedy, Wilco     | 4:00     |  |

## Personal
| Wilco - Nels Cline – guitarra eléctrica, steel guitar - John Stirratt – bajo, coros - Jeff Tweedy – voz, guitarra, diseño gráfico - Mikael Jorgensen – piano, órgano - Glenn Kotche – batería, percusión, glockenspiel - Jim O'Rourke – feedback, percusión, guitarra acústica, instrumentos de cuerda, arreglos - Pat Sansone – órgano, guitarra, clavecín, coros Músicos adicionales - Karen Waltuch – viola, violín | Producción y diseño - TJ Doherty – grabación - Jim Scott – mezclas - Jason Tobias, Tom Gloady, Kevin Dean – asistente de ingeniería - Robert Ludwig – masterización - Lawrence Azerrad – diseño gráfico - Manuel Presti – fotografía - Frack Ockenfels – fotografía - Nathaniel Murphy – ilustraciones |